# Boarmia retractaria
Boarmia retractaria là một loài bướm đêm trong họ Geometridae.